# Joachim Griese (Wirtschaftsinformatiker)

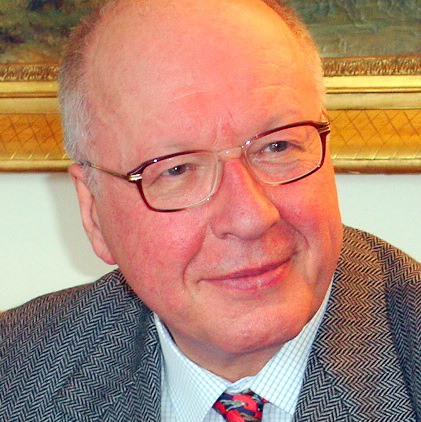
Joachim Griese

Joachim Griese (* 17. Oktober 1939 in Berlin) ist ein deutscher Wirtschaftsinformatiker. Er war Professor für Wirtschaftsinformatik und Direktor des Instituts für Wirtschaftsinformatik an der Universität Bern.

## Leben und Wirken
Das Studium des Maschinenbaus an der Technischen Universität München (1960–1965) schloss er als Diplomingenieur ab. Ebenfalls an der TU München absolvierte er 1965 bis 1968 das Arbeits- und Wirtschaftswissenschaftliche Aufbaustudium und erwarb sich dort den Titel eines Diplom-Wirtschaftsingenieurs. Er doktorierte 1968 bis 1970 an der Universität Linz (Dr. rer. soc. oec.). Dem folgte ein USA-Aufenthalt am MIT. 1970 bis 1974 war er wissenschaftlicher Assistent an der Universität Erlangen-Nürnberg, 1974 bis 1983 Professor (Ordinarius) für Betriebswirtschaftslehre, insbesondere Betriebsinformatik, an der Universität Dortmund und 1983 bis 2002 Inhaber des Lehrstuhls für Wirtschaftsinformatik an der Universität Bern und Direktor des dortigen Universitäts-Instituts für Wirtschaftsinformatik.
Er war verheiratet und hat zwei Kinder.

## Leistungen
Griese befasste sich zunächst mit der Gestaltung und dem Management von Informationssystemen (Informationsmanagement) und sodann mit dem Electronic Commerce (Electronic Business). Er bearbeitete Praxisprojekte aus den Gebieten der Geschäfts- und Informatikstrategien sowie des Controllings von Informatikprojekten. Er war einer der Pioniere seines Fachgebietes im deutschsprachigen Raum. 

## Schriften (Auswahl)
- Adaptive Verfahren im betrieblichen Entscheidungsprozess. Physica-Verlag, Würzburg und Wien 1972, zugleich: Dissertation, Hochschule für Sozial- und Wirtschaftswissenschaften Linz, unter dem Titel: Adaptive Verfahren und ihre Anwendung auf betriebswirtschaftliche Problemstellungen.
- Zusammen mit Peter Mertens: Industrielle Datenverarbeitung. Band 2: Informations- und Planungssysteme. Gabler, Wiesbaden 1972, ISBN 3-409-30011-2, ISBN 3-409-30012-0; 9. Auflage unter dem Titel: Integrierte Informationsverarbeitung. Band 2: Planungs- und Kontrollsysteme in der Industrie. Gabler, Wiesbaden 2002, ISBN 3-409-19102-X
- Zusammen mit Uwe Pape, Paul Schmitz, Dietrich Seibt und Rainer Thome (Hrsg.): Studien- und Forschungsführer Betriebs- und Wirtschaftsinformatik. Vieweg, Braunschweig und Wiesbaden 1981, ISBN 3-528-03570-6; 4. Auflage zusammen mit Peter Mertens, Dieter Ehrenberg, Lutz Heinrich, Karl Kurbel und Peter Stahlknecht (Hrsg.) unter dem Titel: Studien- und Forschungsführer Wirtschaftsinformatik. Springer, Berlin u. a. 1992, ISBN 3-540-55094-1
- Zusammen mit Yvette Stöckli Lachner und Günter Schilling: Software-Markt Schweiz 1993 – Eine Untersuchung zum Angebot. Verein Software Forum, Basel 1993
- Zusammen mit Yvette Stöckli Lachner und Günter Schilling: Software-Markt Schweiz 1994 – Eine Untersuchung zur Nachfrage. Verein Software Forum, Basel 1994
- Zusammen mit Pascal Sieber (Hrsg.): Internet-Nutzung für Unternehmungen. Haupt, Bern-Stuttgart-Wien 1996, ISBN 3-258-05342-1
- Zusammen mit Peter Mertens, Dieter Ehrenberg, Lutz J. Heinrich, Karl Kurbel und Peter Stahlknecht (Hrsg.): Studienführer Wirtschaftsinformatik. Vieweg, Braunschweig und Wiesbaden 1996, ISBN 3-528-05539-1; 3. Auflage zusammen mit Peter Mertens, Peter Chamoni, Dieter Ehrenberg, Lutz J. Heinrich und Karl Kurbel (Hrsg.): Studienführer Wirtschaftsinformatik. 3. Auflage, Vieweg, Braunschweig und Wiesbaden 2002, ISBN 3-528-25539-0
- Zusammen mit Friedrich Roithmayr, Dieter Ehrenberg und Kerstin Fink (Hrsg.): 4. Internationales Doktoranden-Symposium Wirtschaftsinformatik 1997. Österreichische Computer-Gesellschaft, Wien 1998, ISBN 3-85403-105-X
- Zusammen mit Pascal Sieber (Hrsg.): Organizational Virtualness, Proceedings of the VoNet-Workshop, April 27–28, 1998. Simowa Verlag, Bern 1998, ISBN 3-9521463-2-3 (Digitalisat)
- Zusammen mit Peter Mertens und Dieter Ehrenberg: Virtuelle Unternehmen und Informationsverarbeitung. Springer, Berlin u. a. 1998, ISBN 3-540-64643-4
- Zusammen mit Pascal Sieber: Betriebliche Geschäftsprozesse. Grundlagen, Beispiele, Konzepte. Haupt, Bern-Stuttgart-Wien 1999, ISBN 3-258-05955-1; 2. Auflage, 2001, ISBN 3-258-06289-7
- Zusammen mit Pascal Sieber: Electronic Commerce – Aus Beispielen lernen. Werd-Verlag, Zürich 1999, ISBN 3-85932-282-6
- Zusammen mit Pascal Sieber: Organizational Virtualness – Proceedings of the 3rd VoNet-Workshop, September 23–24, 1999. Bern 1999